# CLOUD-project
Het CLOUD-project is een project van het Europese onderzoeksinstituut CERN, waarbij de vorming van wolken wordt onderzocht. Bij onderzoek van het klimaat en het maken van klimaatmodellen is het grote probleem de onbekendheid van het proces van wolkenvorming. Er zijn veel elkaar tegensprekende theorieën. Eén ding is wel overduidelijk: de invloed van de wolken op de reflectie van zonnestralen (albedo) is erg groot en de broeikaswerking ook. Dit zijn tegengestelde factoren, afhankelijk van het optreden van wolken tijdens zonnestraling (dag of nacht), temperatuur (hoogte, breedtegraad, seizoen), druk (hoogte) en de aanwezigheid van (fijn)stof en de chemische samenstelling van de atmosfeer. Daarbij komt de invloed van kosmische straling, deeltjes die afkomstig zijn van supernova's, en die onophoudelijk de aarde treffen.
In het huidige paradigma ligt de nadruk op de invloed van CO2 bij klimaatmodellen. Wolken zijn voor het klimaat van veel groter belang, dat is onbetwist, maar de kennis ontbreekt om wolkenvorming in een klimaatmodel adequaat vast te leggen. De wolkenvorming begint met aerosolen, samenklontering van een aantal verschillende moleculen tot "zaadjes" (nucleatiekernen) die het ontstaan van waterdruppels mogelijk maken. Het is dan wetenschappelijk gezien van groot belang dat de mogelijkheid bestaat om in een geconditioneerde ruimte experimenten te doen met verschillende drukken, temperaturen en gassen en tevens de invloed van kosmische stralen te simuleren. Dit dient uitgevoerd te worden met een welhaast onbegrijpelijke nauwkeurigheid. Daarvoor dient dan bijvoorbeeld de lucht synthetisch samengesteld te worden uit onder andere zuiver zuurstof en zuiver stikstof.
Bij het project wordt onderzocht hoe kosmische deeltjes via aerosolen waterdruppeltjes kunnen laten ontstaan. Daar is een geconditioneerde ruimte waarin allerlei atmosferische toestanden kunnen worden nagebootst met een hoge precisie. Deze ruimte kan worden beschoten met deeltjes uit de proton synchrotron accelerator om de invloed van kosmische deeltjes te simuleren. De eerste resultaten zijn gepresenteerd in Nature op 25 aug 2011. Uit deze publicatie blijkt dat onder meer dat kosmische deeltjes een significante (tienvoudige) invloed hebben op de snelheid van de vorming van aerosolen in hogere luchtlagen bij de aanwezigheid van zwavelzuur en waterdamp als zonder die straling. De vorming van aerosolen in lagere luchtlagen blijkt niet begrepen te zijn.
De Deense natuurkundige Henrik Svensmark heeft een causale hypothese het licht doen zien, dat kosmische deeltjes het klimaat beïnvloeden. De eerste resultaten van het CLOUD-project lijken hem in ieder geval gelijk te geven op het onderwerp dat kosmische deeltjes een significante rol zouden kunnen spelen bij wolkenvorming.